# Kemestaródfa
Kemestaródfa je vas na Madžarskem, ki upravno spada pod Kermendinsko okrožje Železne županije.